# Gouvernement Krivokapić
Monténégro
Marković Abazović
Le gouvernement Krivokapić (en monténégrin : Влада Здравка Кривокапића, Vlada Zdravka Krivokapića) est le gouvernement du Monténégro entre le 4 décembre 2020 et le 28 avril 2022, sous la XIe législature du Parlement.
Il est dirigé par le conservateur Zdravko Krivokapić, arrivé deuxième des élections législatives d'août 2020, et repose sur une alliance entre Pour le futur du Monténégro, La paix est notre nation et l'Action réformiste unie. Il succède au gouvernement de Duško Marković et cède le pouvoir au gouvernement de Dritan Abazović après le vote d'une motion de censure.

## Historique du mandat
Ce gouvernement est dirigé par le nouveau Premier ministre conservateur Zdravko Krivokapić. Il est composé de technocrates et soutenu par une coalition entre Pour le futur du Monténégro (ZBCG), La paix est notre nation (MNN) et l'Action réformée unie (URA). Ensemble, ils disposent de 41 députés sur 81, soit 50,6 % des sièges du Parlement.
Il est formé à la suite des élections législatives du 30 août 2020.
Il succède donc au gouvernement de Duško Marković, constitué et soutenu par une coalition entre le Parti démocratique socialiste (DPS), les Sociaux-démocrates (SD) et plusieurs partis des minorités ethniques.

### Formation
Lors du scrutin, le DPS — au pouvoir depuis 30 ans — obtient son plus mauvais résultat depuis 2006, tandis que les partis d'opposition remportent l'exacte majorité absolue des sièges. Dès le lendemain, ZBCG, MNN et l'URA s'accordent pour constituer un gouvernement de techniciens qui poursuivra le processus d'intégration euro-atlantique. L'accord qui pose les principes de la future coalition est paraphé le 9 septembre.
Après avoir assuré l'élection d'Aleksa Bečić à la présidence du Parlement, la nouvelle majorité propose le 23 septembre au président Milo Đukanović de charger le chef de file de ZBCG Zdravko Krivokapić de former le prochain exécutif monténégrin. Le chef de l'État y consent le 8 octobre, après s'être entretenu avec les dirigeants des différents partis composant la coalition majoritaire.
Krivokapić présente le 6 novembre la liste des 12 ministres qui formeront son équipe, confiant la direction de 11 ministères à des technocrates, le département de la Défense revenant au chef de file de l'URA Dritan Abazović, par ailleurs nommé vice-Premier ministre. Cinq jours plus tard, le candidat au ministère de l'Intérieur Nikola Terzić annonce qu'il se rétracte, après que les médias ont révélé qu'il entretenait des liens politiques avec le parti URA alors qu'il est officiellement présenté comme extérieur à toute attache partisane. Le 12 novembre, le Premier ministre désigné indique que son gouvernement sera élu par les députés trois semaines plus tard, le 2 décembre. Une liste amendée des ministres, qui attribue à nouveau le ministère de l'Intérieur et change le titulaire du ministère de la Défense, est présentée le 27 novembre.
Après deux jours de débats, le Parlement accorde le 4 décembre sa confiance aux ministres par 41 voix favorables sur 70 députés présents.

### Renversement et succession
Le 19 janvier 2022, l'Action réformée unie annonce le dépôt d'une motion de censure conjointement avec les partis de l'opposition parlementaire, officiellement dans le but de vérifier si le gouvernement dispose toujours d'une majorité au Parlement. La motion est soumise au vote le 4 février et est adoptée par 43 voix pour et 11 voix contre, tandis que le principal groupe parlementaire de l'ex-majorité gouvernementale préfère boycotter le scrutin. Le vice-Premier ministre Dritan Abazović annonce son intention de mener des négociations afin d'établir un gouvernement minoritaire, auquel toutes les formations d'opposition — dont le Parti démocratique des socialistes du président Milo Đukanović — promettent leur soutien,.
Formellement chargé de former le nouvel exécutif monténégrin le 3 mars suivant, Abazović obtient le 28 avril la confiance des députés par 45 voix favorables, lors d'un vote boycotté par Pour le futur du Monténégro (que le Parti socialiste populaire du Monténégro a quitté) et La paix est notre nation.

## Composition
| Poste                                                                        | Titulaire | Titulaire                                     | Parti |
| ---------------------------------------------------------------------------- | --------- | --------------------------------------------- | ----- |
| Premier ministre                                                             |           | Zdravko Krivokapić                            | Sans  |
| Vice-Premier ministre Chargé de la Sécurité                                  |           | Dritan Abazović                               | URA   |
| Ministre de la Justice, et des Droits humains et des minorités               |           | Vladimir Leposavić (jusqu'au 17/06/2021)      | Sans  |
| Ministre de la Justice, et des Droits humains et des minorités               |           | Zdravko Krivokapić a.i. (jusqu'au 01/07/2021) | Sans  |
| Ministre de la Justice, et des Droits humains et des minorités               |           | Sergej Sekulović a.i. (jusqu'au 24/01/2022)   | Sans  |
| Ministre de la Justice, et des Droits humains et des minorités               |           | Zdravko Krivokapić a.i.                       | Sans  |
| Ministre de l'Administration publique, de la Société numérique et des Médias |           | Tamara Srzentić                               | Sans  |
| Ministre des Affaires étrangères                                             |           | Đorđe Radulović                               | Sans  |
| Ministre de la Défense                                                       |           | Olivera Injac                                 | Sans  |
| Ministre de l'Intérieur                                                      |           | Sergej Sekulović                              | Sans  |
| Ministre de l'Éducation, de la Science, de la Culture et des Sports          |           | Vesna Bratić                                  | Sans  |
| Ministre des Finances et du Bien-être social                                 |           | Milojko Spajić                                | Sans  |
| Ministre du Développement économique                                         |           | Jakov Milatović                               | Sans  |
| Ministre des Investissements de capitaux                                     |           | Mladen Bojanić                                | Sans  |
| Ministre de la Santé                                                         |           | Jelena Borovinić                              | Sans  |
| Ministre de l'Écologie, de l'Aménagement du territoire et de l'Urbanisme     |           | Ratko Mitrović                                | Sans  |
| Ministre de l'Agriculture, des Forêts et des Eaux                            |           | Aleksandar Stijović                           | Sans  |